# Mariano Giaquinta
Mariano Giaquinta (né à Caltagirone, en 1947), est un mathématicien italien principalement connu pour ses contributions aux domaines du calcul des variations et de la théorie de la régularité des équations aux dérivées partielles. Il est actuellement professeur de mathématiques à l'École normale supérieure de Pise.

## Carrière
Giaquinta est connu pour ses travaux de base en théorie de la régularité elliptique, et en particulier dans le cadre des problèmes variationnels vectoriels. Avec Enrico Giusti, il a obtenu des résultats innovants ,, sur la régularité des minima des intégrales variationnelles et des ensembles singuliers associés. La principale nouveauté réside dans le fait que, pour la première fois, la régularité des minimiseurs est obtenue en utilisant directement les propriétés de minimalité sans faire appel à l'équation d'Euler-Lagrange des fonctionnelles, qui en général n'est pas supposée exister dans les cas considérés. Son travail avec Giuseppe Modica sur les propriétés locales d'intégrabilité supérieure des solutions aux systèmes elliptiques a eu une influence sur le développement de la théorie de la régularité partielle. Beaucoup de ces résultats sont résumés dans son livre de 1983.
Giaquinta est l'un des fondateurs, et pendant de nombreuses années le rédacteur en chef, de la revue "Calculus of Variations and PDE".
Il est actuellement professeur de mathématiques à l'École normale supérieure de Pise, et il est le directeur du centre De Giorgi à Pise.

## Prix et distinctions
Giaquinta reçoit le prix Bartolozzi de l'Union mathématique italienne en 1979. En 1990, il est lauréat du prix de recherche Humboldt, en 1998 du prix Luigi-Tartufari de l'Accademia dei Lincei, et en 2006 du prix Amerio. Il est conférencier invité au Congrès international des mathématiciens de 1986 à Berkeley avec une conférence intitulée « The problem of the regularity of minimizers ». Il est également conférencier invité au premier congrès européen de mathématiques en 1992 à Paris avec une conférence intitulée « Analytic and geometric aspects of variational problems for vector valued mappings ».
Giaquinta appartient à la liste ISI des chercheurs les plus cités en mathématiques. Il est membre de l'Académie Léopoldine depuis 2002, ainsi que de l'Académie toscane des sciences, La Colombaria.

## Publications (sélection)
- (en) Mariano Giaquinta, Multiple integrals in the calculus of variations and nonlinear elliptic systems, vol. 105, Princeton, New Jersey, Princeton University Press, 1983, vii+297 (ISBN 0-691-08330-4, MR 0717034, zbMATH 0516.49003, lire en ligne).
- (en) Mariano Giaquinta et Stefan Hildebrandt, Calculus of Variations I. The Lagrangian Formalism, vol. 310, Berlin, Springer–Verlag, 1996, xxix+475 (ISBN 3-540-50625-X, MR 1368401, zbMATH 0853.49001).
- (en) Mariano Giaquinta et Stefan Hildebrandt, Calculus of Variations II. The Hamiltonian Formalism, vol. 311, Berlin, Springer–Verlag, 1996, xxx+652 (ISBN 3-540-57961-3, MR 1385926, zbMATH 0853.49002).
- (en) Mariano Giaquinta, Giuseppe Modica et Jiří Souček, Cartesian Currents in the Calculus of Variation I. Cartesian Currents, vol. 37, Berlin-Heidelberg-New York, Springer Verlag, 1998, xxiv+711 (ISBN 3-540-64009-6, MR 1645086, zbMATH 0914.49001, lire en ligne).
- (en) Mariano Giaquinta, Giuseppe Modica et Jiří Souček, Cartesian Currents in the Calculus of Variation II. Variational integrals, vol. 38, Berlin-Heidelberg-New York, Springer Verlag, 1998, xxiv+697 (ISBN 3-540-64010-X, MR 1645082, zbMATH 0914.49002, lire en ligne).
- (en) Mariano Giaquinta et Giuseppe Modica, Mathematical Analysis : An Introduction to Functions of Several Variables, Springer, 2009, 348 p. (ISBN 978-0-8176-4509-0, lire en ligne).
- Mariano Giaquinta et Michael Struwe, « On the partial regularity of weak solutions of nonlinear parabolic systems », Mathematische Zeitschrift, Springer Science and Business Media LLC, vol. 179, no 4,‎ 1982, p. 437–451 (ISSN 0025-5874, DOI 10.1007/bf01215058, S2CID 121187999).
- avec Luca Martinazzi : An introduction to the regularity theory for elliptic systems, harmonic maps and minimal graphs. Second edition. Appunti. Scuola Normale Superiore di Pisa (Nuova Serie), 11. Edizioni della Normale, Pisa, 2012. xiv+366 pp.  (ISBN 978-88-7642-442-7 et 978-88-7642-443-4).